# Bravo (automobile)
Pour les articles homonymes, voir Bravo.
La Bravo est une petite voiture qui ne fut construite qu'en 1921 par la Union-Kleinauto-Werken de Mannheim. Plus tard, l'entreprise a été acquise par la Rabag (de) (Rheinische Automobilbau-Aktiengesellschaft) à Düsseldorf.
D'abord pourvue d'un moteur 4/10-cv à deux cylindres, la Bravo fut ultérieurement équipée d'un moteur à 4 cylindres.

## Sources
- Werner Oswald: Deutsche Autos 1920–1945, 10. Auflage, Motorbuch Verlag Stuttgart (1996),  (ISBN 3-87943-519-7), (Page 436).